# Leucosporidium scottii
Leucosporidium scottii är en svampart som beskrevs av Fell, Statzell, I.L. Hunter & Phaff 1970. Leucosporidium scottii ingår i släktet Leucosporidium och familjen Leucosporidiaceae.   Inga underarter finns listade i Catalogue of Life.